# Pier Marino Mularoni (Politiker, 1962)
Pier Marino Mularoni (* 6. September 1962) ist ein Politiker aus San Marino.

## Biografie
Mularoni begann seine politische Laufbahn als Mitglied der PDCS. Er war Direktor der Parteizeitung San Marino, Vizesekretär der Partei und Vorsitzender der Parlamentsfraktion. Zusammen mit weiteren Abgeordneten der Christdemokraten gründete er 2007 die Democratici di Centro, deren Präsident er im Mai 2010 wurde. 2011 schlossen sich die Democratici di Centro mit den Europopolari per San Marino zur Unione per la Repubblica zusammen.
1993 wurde Mularoni erstmals in den Consiglio Grande e Generale, das san-marinesische Parlament gewählt. Bei den Parlamentswahlen 1998, 2001 und 2006 zog er auf der Liste der PDCS ins Parlament ein. Bei den Wahlen 2008 wurde er für die Democratici di Centro, 2012 für die UpR wieder ins Parlament gewählt. Nachdem im Rahmen der Affäre um das Conto Mazzini wegen Geldwäsche gegen ihn ermittelt wurde und eine Durchsuchung seiner Wohnung und seines Büros stattfand, gab er am 27. November 2014 sein Parlamentsmandat zurück.
Mularoni war von 1986 bis 1993 Bürgermeister (capitano) von Faetano. Vom 1. April bis 1. Oktober 1997 war er gemeinsam mit Paride Andreoli eines der beiden Staatsoberhäupter (Capitano Reggente). Von 2001 bis 2002 war Mularoni Arbeitsminister, von Mai bis Juni 2002 Innenminister. Von 2002 bis 2006 war er Finanzminister und von 2007 bis 2008 erneut Arbeitsminister. Er war stellvertretendes Mitglied der parlamentarischen Versammlung des Europarats von 1998 bis 2001 und erneut von 2009 bis 2013.
Mularoni ist verheiratet und Vater von zwei Kindern. Er lebt in Faetano.